# 贝代亚克和艾纳
贝代亚克和艾纳（法語：Bédeilhac-et-Aynat，法語發音：[bedɛjak e ɛna]）是法国阿列日省的一个市镇，属于富瓦区。

## 地理
贝代亚克和艾纳（42°52'21"N, 1°33'52"E）面积6.38 平方千米，位于法国奧克西塔尼大區阿列日省，该省份为法国西南部内陆省份，西部和北部与上加龙省接壤，东临奥德省，东南至东比利牛斯省接壤，南与安道尔和西班牙接壤。
与贝代亚克和艾纳接壤的市镇（或旧市镇、城区）包括：阿里尼亚克、蒙图略、拉巴-莱特鲁瓦塞尼厄尔、索拉特、叙尔巴。

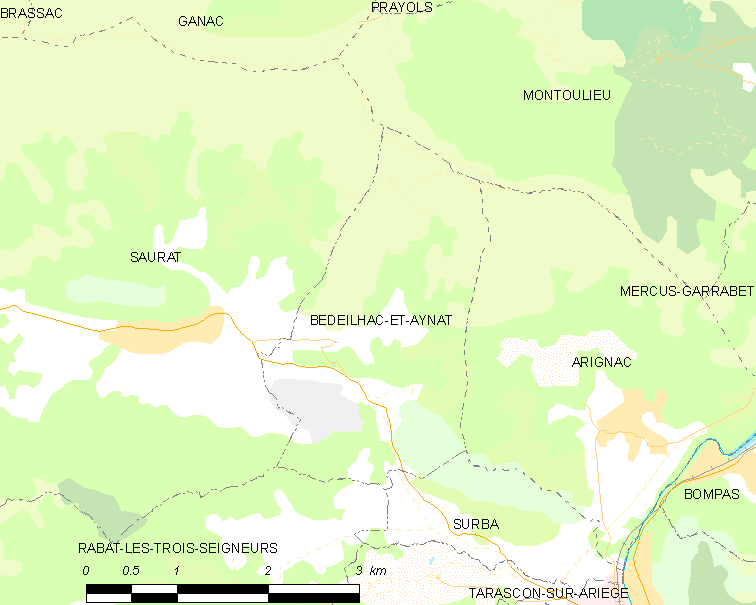
贝代亚克和艾纳的OSM定位图

贝代亚克和艾纳的时区为UTC+01:00、UTC+02:00（夏令时）。

## 行政
贝代亚克和艾纳的邮政编码为09400，INSEE市镇编码为09045。

## 政治
贝代亚克和艾纳所属的省级选区为萨巴尔泰斯县。

## 人口

1962-2008年间贝代亚克和艾纳人口变化图示

贝代亚克和艾纳于2022年1月1日时的人口数量为195人。